# 終着駅
終着駅（しゅうちゃくえき、英語: terminus, terminal station）は終わりの駅（終点）のことであるが、その意味は「終わり」をどのように捉えるかによって少し変化する。対義語は始発駅。
すなわち、個々の列車についてその列車の終着になる駅を指す場合と、線区の終端としてすべての列車が終着になる駅を指す場合がある。

## 列車の終点
ある鉄道路線の中間に位置する駅でも、列車の（行先）設定上、その駅止まりの列車からいえば「終着駅」と呼ぶことが出来る。例えば、東海道本線東京発小田原行き普通列車の終着駅は小田原駅である。

## 線区の終点
線路名称で、ある路線の終点となっている駅を終着駅という。例えば東京駅から神戸駅に至る東海道本線の終着駅は神戸駅である。なお、線路名称上始点でも終点から見れば終着駅になり得る。つまり、東海道本線の終着駅は東京駅でも良い。

### 行き止まり形線区の終点
これは上の「線区の終点」の中でも、行止まりとなっている線区の末端で、物理的に線路が他のいずれの路線にも接続していない駅を指す。停止目標から大幅に過走すれば車止めに衝突し、更に駅施設を破壊する大事故となる為、確実に停車できるよう駅進入時の制限速度が低く抑えられ、線路末端付近では15km/h以下に設定されている。列車はこの駅に到着後、反対方向へ発車する。当然、そこから先は常時出発停止となる為、出発信号機は存在せず、プラットホーム手前の場内信号機は注意(Y)か警戒(YY)・停止（R）の2灯表示しかないところが多い。ただし、その先に機回し線や引き上げ線がある駅はその方向に入換信号機がある。
東日本旅客鉄道（JR東日本）では、青森駅から三厩駅まで「快速終着駅号」が運行されている。
以下に挙げる駅はJR旅客会社における行止まり形線区の終点である（2023年4月1日現在）。なお伊東駅・和倉温泉駅・鹿島サッカースタジアム駅・羽沢横浜国大駅等のように、私鉄など他の鉄道事業者の線路がつながっている終着駅、銚子駅のように、構内で他の鉄道路線（路面電車・地下鉄を除く）に直接乗換が可能（乗換駅）であり、そこから他の鉄道路線で先に行ける終着駅、並びに東日本大震災等の災害により一時的に終着駅となっている駅は除いてある。また、新幹線に限った場合は新函館北斗駅・新潟駅・敦賀駅・鹿児島中央駅・長崎駅も該当するが、いずれも在来線などへは乗換可能となっている。

#### 北海道旅客鉄道（JR北海道）
- 稚内駅
- 根室駅
- 鵡川駅

- 北海道医療大学駅
- 新千歳空港駅
- 室蘭駅

- 石狩沼田駅
- 函館駅

#### 東日本旅客鉄道（JR東日本）
- 三厩駅
- 大湊駅
- 男鹿駅
- 女川駅
- 利府駅
- あおば通駅（仙台市地下鉄南北線に乗換可能）
- 左沢駅
- 常陸太田駅
- 弥彦駅
- ガーラ湯沢駅
- 烏山駅
- 日光駅（東武日光線に乗換可能）
- 大前駅
- 横川駅
- 上総亀山駅
- 奥多摩駅
- 武蔵五日市駅
- 久里浜駅（京急久里浜線に乗換可能）
- 成田空港駅（京成本線・京成成田空港線が並行）
- 海芝浦駅
- 大川駅
- 扇町駅

#### 東海旅客鉄道（JR東海）
- 武豊駅（名鉄河和線に乗換可能）
- 美濃赤坂駅（西濃鉄道市橋線が接続）
- 伊勢奥津駅
- 鳥羽駅（近鉄鳥羽線が並行・志摩線に乗換可能）

#### 西日本旅客鉄道（JR西日本）
- 氷見駅
- 城端駅
- 九頭竜湖駅
- 和田岬駅（神戸市営地下鉄海岸線に乗換可能）
- 東羽衣駅（南海本線・高師浜線に乗換可能）

- 桜島駅
- 関西空港駅（南海空港線が並行）
- 宇野駅
- 境港駅
- JR難波駅（近畿日本鉄道・阪神電気鉄道の大阪難波駅、大阪市高速電気軌道のなんば駅、南海電気鉄道のなんば駅との連絡通路あり）

- あき亀山駅
- 仙崎駅
- 長門本山駅
- 博多南駅

#### 四国旅客鉄道（JR四国）
- 高松駅 (香川県)
- 鳴門駅
- 宇和島駅
- 阿波海南駅（阿佐海岸鉄道阿佐東線に乗換可能）

#### 九州旅客鉄道（JR九州）
- 門司港駅（平成筑豊鉄道門司港レトロ観光線に乗換可能）
- 若松駅
- 宇美駅
- 西戸崎駅

- 西唐津駅
- 長崎駅（西九州新幹線と長崎本線が並行・長崎電気軌道に乗換可能）
- 三角駅
- 枕崎駅

- 宮崎空港駅
- 志布志駅

なお、JR旅客会社では両端が終着駅である線区は宇美駅と西戸崎駅の香椎線のみである。

#### 廃止路線
国鉄民営化後（第三セクター鉄道に転換などを含む）は除く。
- 夕張駅
- 江差駅
- 上砂川駅
- 幾春別駅
- 幌内駅
- 松前駅
- 歌志内駅

- 根室標津駅
- 湧別駅
- 増毛駅
- 様似駅
- 留萌駅
- 岩泉駅
- 足尾本山駅

- 岩瀬浜駅
- 西名古屋港駅
- 鍛冶屋駅
- 大社駅
- 三段峡駅
- 大嶺駅
- 筑前宮田駅

国鉄民営化以前
- 疋田駅（事実上）
- 越川駅
- 二瀬駅
- 岸嶽駅
- 世知原駅
- 臼ノ浦駅
- 鍛冶屋原駅
- 福住駅
- 岩代川俣駅
- 細島駅
- 北進駅
- 熱塩駅
- 東赤谷駅
- 西小千谷駅

- 三保駅
- 高砂駅
- 肥後小国駅
- 杉安駅
- 小松島駅
- 北見相生駅
- 北見滝ノ上駅

- 万字炭山駅
- 山守駅
- 香月駅
- 筑前勝田駅
- 室木駅
- 黒木駅
- 岩内駅

- 北見枝幸駅
- 雄武駅
- 仁宇布駅
- 下山田駅
- 日高町駅
- 薩摩大口駅
- 広尾駅

- 瀬棚駅
- 十勝三股駅（末期は事実上の終点は糠平駅）
- 松前駅